# Senobasis modesta
Senobasis modesta är en tvåvingeart som beskrevs av Jacques-Marie-Frangile Bigot 1878. Senobasis modesta ingår i släktet Senobasis och familjen rovflugor. Inga underarter finns listade i Catalogue of Life.